# 薩爾瓦托雷·阿羅尼卡
薩爾瓦托雷·阿羅尼卡（Salvatore Aronica）是一名意大利足球運動員。他目前效力于意大利足球甲級聯賽球隊巴勒莫足球俱樂部，在場上他司職後衛。

## 外部連結
- Player profile （页面存档备份，存于） on Napoli's official website
- Aronica Salvatore （页面存档备份，存于） on Tuttocalciatori.net